# Bungarus candidus
Il bungaro blu o krait malese (Bungarus candidus Linnaeus, 1756) è un serpente della famiglia Elapidae.